# Championnat d'Arabie saoudite de football 1988-1989
Navigation
Saison précédente Saison suivante
La saison 1988-1989 du Championnat d'Arabie saoudite de football est la treizième édition du championnat de première division en Arabie saoudite. La Premier League regroupe les douze meilleurs clubs du pays au sein d'une poule unique, où ils s'affrontent deux fois au cours de la saison, à domicile et à l'extérieur. À la fin de la compétition, les deux derniers du classement sont relégués et remplacés par les deux meilleurs clubs de deuxième division.
C'est le club d'Al Nasr Riyad qui remporte le championnat en terminant en tête du classement final, avec trois points d'avance sur Al Shabab Riyad et six sur le tenant du titre, Al-Hilal FC. C'est le 3e titre de champion d'Arabie saoudite de l'histoire du club.

## Les clubs participants
| - Al Nasr Riyad - Al-Hilal FC - Al Ahli - Al Ittihad - Al Wehda - Al Ta'ee Ha'il | - Al Qadisiya Al Khubar - Al Shabab Riyad - Hajer Club - Promu de D2 - Al Rouda - Promu de D2 - Ettifaq FC - Al-Nahda |

## Compétition

### Classement
Le barème utilisé pour établir le classement est le suivant :
- Victoire : 2 points
- Match nul : 1 point
- Défaite : 0 point

| Rang | Équipe                | Pts | J  | G  | N  | P  | Bp | Bc | Diff |
| ---- | --------------------- | --- | -- | -- | -- | -- | -- | -- | ---- |
| 1    | Al Nasr Riyad         | 35  | 22 | 15 | 5  | 2  | 43 | 18 | +25  |
| 2    | Al Shabab Riyad       | 32  | 22 | 13 | 6  | 3  | 37 | 15 | +22  |
| 3    | Al-Hilal FC T C       | 29  | 22 | 12 | 5  | 5  | 40 | 15 | +25  |
| 4    | Al Ahli               | 28  | 22 | 12 | 4  | 6  | 27 | 13 | +14  |
| 5    | Ettifaq FC            | 27  | 22 | 10 | 7  | 5  | 33 | 16 | +17  |
| 6    | Al Ittihad            | 27  | 22 | 10 | 7  | 5  | 21 | 15 | +6   |
| 7    | Al Ta'ee Ha'il        | 21  | 22 | 7  | 7  | 8  | 22 | 25 | -3   |
| 8    | Al Qadisiya Al Khubar | 18  | 22 | 5  | 8  | 9  | 28 | 24 | +4   |
| 9    | Al-Nahda              | 17  | 22 | 5  | 7  | 10 | 19 | 31 | -12  |
| 10   | Al Wehda              | 14  | 22 | 4  | 6  | 12 | 17 | 33 | -16  |
| 11   | Hajer Club P          | 14  | 22 | 2  | 10 | 10 | 16 | 40 | -24  |
| 12   | Al Rouda P            | 2   | 22 | 0  | 2  | 20 | 15 | 73 | -58  |

|  | Qualification pour la Coupe d'Asie des clubs champions 1990-1991 et la Coupe des clubs champions du golfe Persique 1991 |
|  | Qualification pour la Coupe des Coupes 1990-1991                                                                        |
|  | Relégation en deuxième division                                                                                         |
|  | T : Tenant du titre C : Vainqueur de la Coupe du Roi d'Arabie Saoudite P : Promu de deuxième division                   |

## Bilan de la saison
| Championnat d'Arabie saoudite de football 1988-1989 |                          |
| Champion                                            | Al Nasr Riyad (3e titre) |
| Coupes et trophées                                  |                          |
| Vainqueur de la Coupe du Roi d'Arabie Saoudite      | Al-Hilal FC              |
| Qualifications continentales                        |                          |
| Coupe d'Asie des clubs champions 1990-1991          | Al Nasr Riyad            |
| Coupe des clubs champions du golfe Persique 1991    | Al Nasr Riyad            |
| Coupe des Coupes 1990-1991                          | Al-Hilal FC              |
| Promotions et relégations                           |                          |
| Promus en Premier League                            | Al Riyad SC              |
| Promus en Premier League                            | Al Raed                  |
| Relégués en First Division                          | Hajer Club               |
| Relégués en First Division                          | Al Rouda                 |